# سیارک ۳۹۴۷
سیارک ۳۹۴۷ (به انگلیسی: 3947 Swedenborg، نامگذاری:1983XD) سه هزار و نهصد و چهل و هفتمین سیارک کشف شده‌است که در ۱ دسامبر ۱۹۸۳ کشف شد.
قدر مطلق سیارک برابر ۱۲٫۰۰ است.